# Новоалександровка (Близнюковский район)
Новоалександровка (укр. Новоолександрівка), село, 
Самойловский сельский совет,
Близнюковский район,
Харьковская область.
Код КОАТУУ — 6320685505. Население по переписи 2001 г. составляет 465 (215/250 м/ж) человек.

## Географическое положение
Село Новоалександровка находится в 2,5 км от посёлка Самойловка.
Есть железнодорожная станция Самойловка.
Село расположено по обоим склонам балки Зелёная (местами засажена дубами).
По дну балки протекает пересыхающий ручей на котором сделано несколько запруд, ручей через 2 км впадает в реку Литовщина.

## История
- 1850 - дата основания.

## Экономика
- В селе есть несколько молочно-товарных ферм.

## Культура
- Клуб.

## Экология
В 1,5 км проходит аммиакопровод.